# Uralo-sibirische Sprachen
Uralo-Sibirisch ist eine hypothetische Makrofamilie, die von Michael Fortescue in seinem Buch Language Relations across Bering Strait im Jahr 1998 vorgeschlagen wurde. Sie stellt eine Erweiterung der uralisch-jukagirischen Hypothese dar (siehe Uralische Sprachen) und besteht aus folgenden Sprachfamilien:
- Uralisch
- Jukagirisch
- Tschuktscho-Kamtschadalisch
- Eskimo-Aleutisch

Fortescue argumentiert, dass die Sprachen dieser Familien einander in ihrer phonologischen und morphologischen Struktur sehr ähnlich sind und eine Reihe grammatischer Morpheme gemeinsam haben. Zum Beispiel markieren sowohl Uralisch als auch Eskimo-Aleutisch den Plural mit *-t und den Dual mit *-k. Die pronominalen Wurzeln *m- für die 1. Person und *t- für die 2. Person sind in allen vier Familien zu finden. Fortescue führt des Weiteren 95 lexikalische Korrespondenzen an (was freilich keine überwältigend große Anzahl ist, zumal Kontaktphänomene nicht ausgeschlossen werden können) und stellt einige Lautentsprechungen zwischen den Sprachfamilien auf.
Das Uralo-Sibirische stellt eine Untergruppe des Eurasiatischen nach Joseph Greenberg dar. Es ist lange bekannt, dass die genannten gemeinsamen Morpheme und Lexeme über die zum Uralo-Sibirischen gehörenden Sprachfamilien hinaus verbreitet sind, somit scheint der Ansatz Uralo-Sibirisch nicht weit genug zu greifen.